# Fabão
José Fábio Alves de Azevedo conosciuto come Fabão (Vera Cruz, 15 giugno 1976) è un ex calciatore brasiliano, di ruolo difensore.

## Carriera
Cresciuto nelle giovanili del Paraná Clube, Fabão passa ad una grande del calcio brasiliano, il Flamengo, nel 1997. Già a 23 anni arriva per lui l'occasione europea nel Betis Siviglia, dove gioca 16 partite tra il 2000 e il 2001. Nel 2005 vince, con il San Paolo sia la Coppa Libertadores 2005 che il Mondiale per club FIFA 2005. È riuscito a segnare in due finali consecutive della Coppa Libertadores, nell'edizione 2005 e 2006.
Dopo una breve esperienze in Giappone ha scelto il Santos per tornare a giocare in Brasile.

## Palmarès

### Club

#### Competizioni statali
- Campionato Carioca: 1

Flamengo: 1999
- Campeonato Goiano: 1

Goiás: 2003
- Copa Centro-Oeste: 1

Goiás: 2002
- Campionato paulista: 1

San Paolo: 2005

#### Competizioni nazionali
- Campionato brasiliano: 1

San Paolo: 2006
- Coppa del Giappone: 1

Kashima Antlers: 2007

#### Competizioni internazionali
- Coppa Mercosur: 1

Flamengo: 1999
- Coppa Libertadores: 1

San Paolo: 2005
- Coppa del mondo per club: 1

San Paolo: 2006

### Individuale
- Equipo Ideal de América: 1

2006